# 海德坎普
海德坎普是德国石勒苏益格－荷尔斯泰因州的一个市镇。总面积3.49平方公里，总人口461人，其中男性231人，女性230人（2011年12月31日），人口密度132人/平方公里。